# Европейский комиссар по вопросам равенства
Европейский комиссар по вопросам равенства (англ. European Commissioners for Equality) — должность в Европейской комиссии, введённая в 2019 году после разделения должности европейского комиссара по вопросам юстиции, прав потребителей и гендерного равенства (англ. European Commissioner for Justice, Consumers and Gender Equality) на должность, ответственную за вопросы юстиции, и должность по вопросам равенства. С 1 декабря 2019 года эту должность занимает Элена Далли.

## История
Должность введена в 2010 году во второй комиссии Баррозу под названием европейский комиссар по вопросам юстиции, фундаментальным правам и гражданству (англ. European Commissioner for Justice, Fundamental Rights and Citizenship) в результате разделения портфеля еврокомиссара по вопросам юстиции, свободы и безопасности на должность, ответственную за права человека, и должность по вопросам внутренних дел, аналогичную принятой в государствах должности министра внутренних дел, — европейский комиссар по внутренним делам.
В 2014 году Жан-Клод Юнкер переименовал должность в европейского комиссара по вопросам юстиции, прав потребителей и гендерного равенства при распределении портфелей новой комиссии.
В 2019 году при формировании комиссии фон дер Ляйен портфель европейского комиссара по вопросам юстиции, прав потребителей и гендерного равенства был разделен. Появились должность европейского комиссара по вопросам юстиции и должность европейского комиссара по вопросам равенства, описываемая в этой статье.

## Портфолио
Портфолио с 2019 года включает руководящую работу по реализации в ЕС Конвенции ООН о правах инвалидов, разработку европейской «гендерной стратегии» для дальнейшего улучшения прав женщин путём повышения прозрачности оплаты и обеспечения выполнения Директивы о женщинах в советах директоров, обеспечения реализации Директивы о балансе между работой и личной жизнью, исследуя вопрос о добавлении насилия в отношении женщин в список преступлений ЕС и поддерживая присоединение ЕС к Стамбульской конвенции.